# Senkaku-jinja
 (avril 2018).
Si vous disposez d'ouvrages ou d'articles de référence ou si vous connaissez des sites web de qualité traitant du thème abordé ici, merci de compléter l'article en donnant les références utiles à sa vérifiabilité et en les liant à la section « Notes et références ».

Le Senkaku-jinja (尖閣神社) est un sanctuaire shinto situé à Uotsuri-jima sur les îles Senkaku au Japon. Il est consacré à Amaterasu.

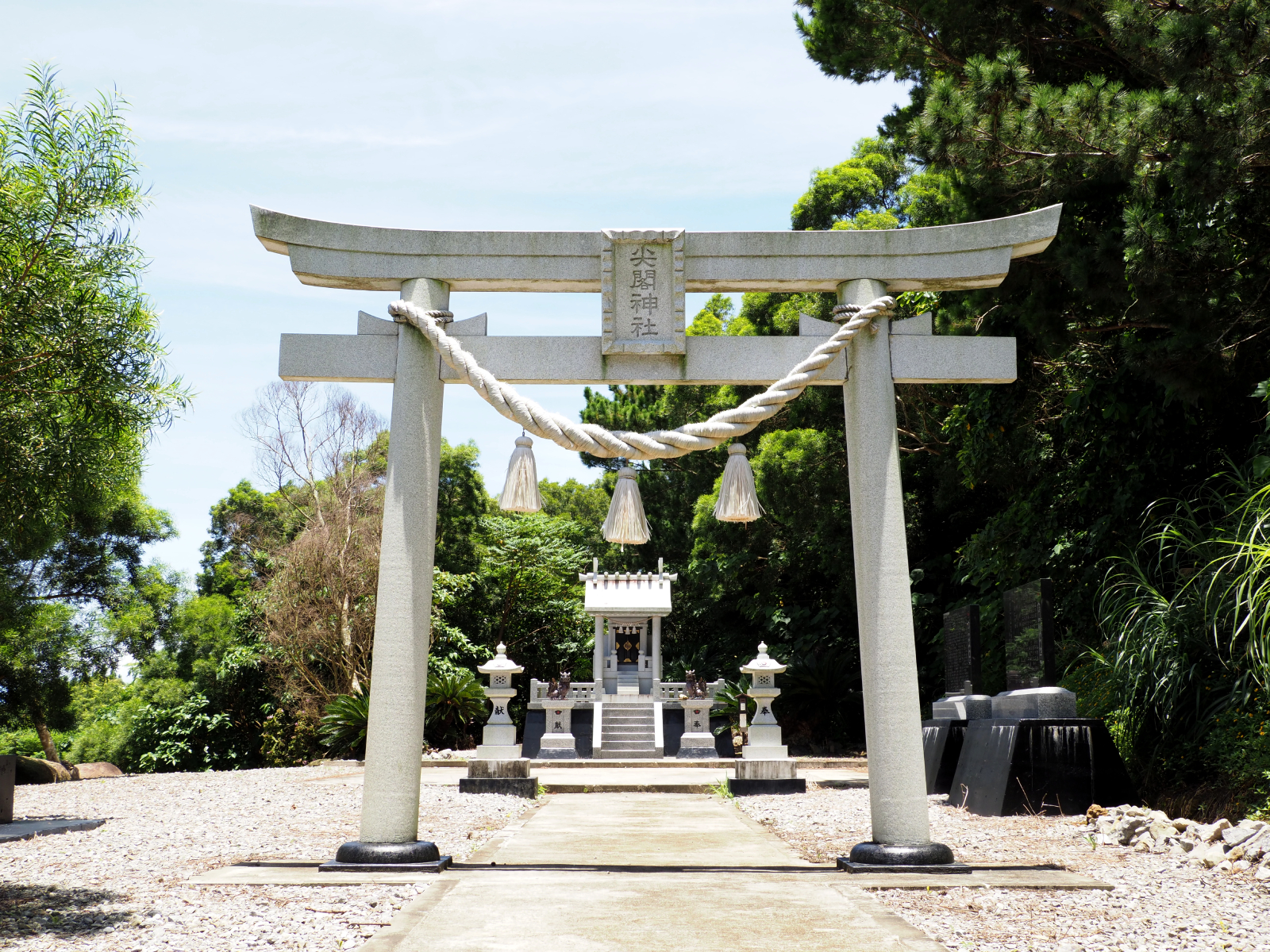
Torii du sanctuaire senkaku-jinja (尖閣神社) dans la ville de Ishigaki (石垣市).

Fondé le 20 avril 2000, le sanctuaire sert pour prier pour le passage en toute sécurité de tous les bateaux à travers les îles Senkaku et la mer de Chine orientale. La construction est menée par le Nihon Seinensha, une organisation de droite affiliée aux yakuzas du Sumiyoshi-kai (en). Des hokora en bois sont également construits. Lorsque le sanctuaire est fondé, c'est la première fois depuis la fin de la Seconde Guerre mondiale qu'un kannushi se trouve sur l'île.
Chaque année, les deux phares construits par le Seinensha sur l'île sont inspectés et entretenus et, pendant ce temps, un festival annuel est organisé et des prières sont dites pour un passage sûr. En 2006, le Seinensha donne les phares au gouvernement et ils sont maintenant « biens nationaux » administrés par la garde côtière japonaise.
En mars 2004, plusieurs militants chinois débarquent illégalement sur l'île. Le Seinensha signale l'incident à la police d'Okinawa qui arrête les militants et fait un rapport des dommages. Ensuite, le Seinensha reconstruit le hokora et érige un socle inscrit avec les mots « Senkaku Jinja ». Le hokora et le socle sont construits en granit massif.